# Björn Ferm
Björn Ferm (* 10. August 1944 in Jönköping) ist ein ehemaliger schwedischer Moderner Fünfkämpfer. Er war 1968 der achte und bis 2007 letzte Schwede, der die Einzelwertung im Modernen Fünfkampf bei Olympischen Spielen gewinnen konnte.
Ferm wurde 1965 Juniorenweltmeister. Bei der Weltmeisterschaft 1967 in seiner Heimatstadt Jönköping gewann er Bronze hinter András Balczó aus Ungarn und Stasys Šaparnis aus der Sowjetunion. Mit der Mannschaft wurde Ferm Zweiter hinter den Ungarn.
Bei den Olympischen Spielen 1968 in Mexiko-Stadt lag Balczó nach dem Reiten 90 Punkte hinter Ferm und konnte diesen Rückstand bis zum Schluss nicht völlig aufholen. Ferm gewann mit 4964 Punkten und 11 Punkten Vorsprung. Mit der Mannschaft belegte Ferm eigentlich den dritten Platz. Die Mannschaft wurde aber disqualifiziert, nachdem Hans-Gunnar Liljenvall des Dopings überführt wurde.
1969 wurde Björn Ferm bei der Weltmeisterschaft erneut Dritter. Es gewann einmal mehr Balcsó vor Boris Onischtschenko. Nach dieser Weltmeisterschaft reduzierte Ferm seine sportlichen Aktivitäten, um sein Philosophiestudium zu beenden. 1972 bei den Olympischen Spielen trat Ferm noch einmal an; er belegte Platz 6 in der Einzelwertung und Platz 5 mit der Mannschaft.
Björn Ferm gehörte dem Verein Djurgårdens IF in Stockholm an.